# لي موريسون (سياسي)
لي موريسون هو سياسي كندي، ولد في 6 مارس 1932. حزبياً، نشط في Canadian Alliance ‏. وقد انتخب عضو مجلس العموم الكندي.